# Unaysauridae
Clade
Genres de rang inférieur
- †Jaklapallisaurus
- †Macrocollum

Unaysauridae est un clade éteint de dinosaures Sauropodomorpha basaux du Trias supérieur de l'Inde et du Brésil.

## Diagnostic et systématique
Unaysauridae a été défini par Rodrigo Temp Müller (d) et al. (2018) comme le clade le plus inclusif comprenant Unaysaurus tolentinoi, mais pas Plateosaurus engelhardti ni Saltasaurus loricatus.

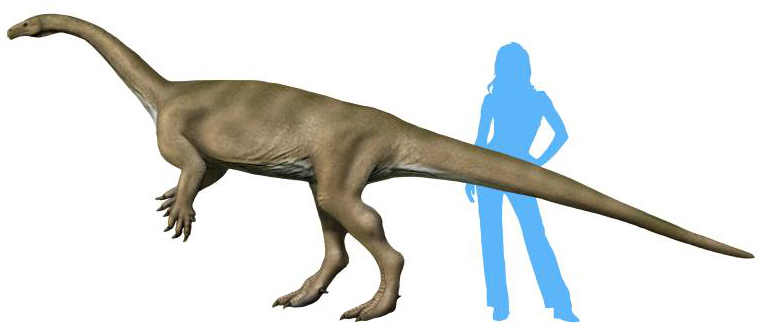

Les membres des Unaysauridae sont diagnostiqués par une partie crânienne sensiblement élargie, du condyle médian de l'astragale, ainsi qu'une fenêtre prémaxillaire. Unaysauridae est sœur des Plateosauria, plus dérivé que Nambalia, Thecodontosaurus, Pantydraco, et Efraasia. Unaysaurus et Jaklapallisaurus avaient été précédemment assignés à Plateosauridae par des auteurs antérieurs,. En 2021, Beccari et al. ont remis Unaysaurus parmi les Plateosauridae,, retenu par Paleobiology Database.